# Чемпионат Югославии по горнолыжному спорту 1984
39-й чемпионат Югославии по горнолыжному спорту прошёл с 24 по 26 февраля 1984 года в Брезовице, спустя несколько дней после Олимпийских игр. Разыграно 8 комплектов медалей в скоростном спуске, слаломе, гигантском слаломе и комбинации. Нуша Томе завоевала медали во всех видах программы.

## Медалисты

### Мужчины
|                   | Золото                                    | Серебро                                     | Бронза                                         |
| ----------------- | ----------------------------------------- | ------------------------------------------- | ---------------------------------------------- |
| Скоростной спуск  | Янез Плетершек «Браник» Марибор 1:15,21   | Томаж Емц «Браник» Марибор 1:15,56          | Петер Ситар «Браник» Марибор 1:15,63           |
| Слалом            | Боян Крижай «Тржич» 1:27,15               | Игор Подбой «Юниор-Олимпия» Любляна 1:27,63 | Клемен Бергант «Юниор-Олимпия» Любляна 1:29,08 |
| Гигантский слалом | Борис Стрел «Алпетур» Шкофья-Лока 2:16,73 | Йоже Куралт «Алпетур» Шкофья-Лока 2:18,55   | Боян Крижай «Тржич» 2:18,98                    |
| Комбинация        | Лука Книфиц «Алпетур» Шкофья-Лока 83,27   | Дамьян Доленц «Новинар» Любляна 118,29      | Урбан Планиншек «Браник» Марибор 175,18        |

### Женщины
|                   | Золото                                       | Серебро                                      | Бронза                                     |
| ----------------- | -------------------------------------------- | -------------------------------------------- | ------------------------------------------ |
| Скоростной спуск  | Наташа Бокал «Алпетур» Шкофья-Лока 1:21,96   | Нуша Томе «Алпетур» Шкофья-Лока 1:24,69      | Петра Хафнер «Алпетур» Шкофья-Лока 1:26,40 |
| Слалом            | Аня Завадлав «Юниор-Олимпия» Любляна 1:36,74 | Вероника Шарец «Новинар» Любляна 1:37,18     | Нуша Томе «Алпетур» Шкофья-Лока 1:37,97    |
| Гигантский слалом | Андрея Лесковшек «Новинар» Любляна 2:14,33   | Аня Завадлав «Юниор-Олимпия» Любляна 2:14,81 | Нуша Томе «Алпетур» Шкофья-Лока 2:16,01    |
| Комбинация        | Нуша Томе «Алпетур» Шкофья-Лока 45,08        | Наташа Бокал «Алпетур» Шкофья-Лока 56,87     | Барбара Кухар «Новинар» Любляна 116,70     |